# إرنست ستيتلر
إرنست ستيتلر (بالإنجليزية: Ernst Stettler)‏ مواليد 17 يوليو 1921 في سويسرا - الوفاة 28 أغسطس 2001 في سويسرا، كان دراج سويسري.

## روابط خارجية
- إرنست ستيتلر على موقع أرشيف الدراجات (الإنجليزية)
- إرنست ستيتلر على موقع إحصائيات الدراجات الإحترافية (الإنجليزية)
- إرنست ستيتلر على موقع CycleBase (الإنجليزية)